# Кристијан Чавез
Хосе Кристијан Чавез Гарза (шп. José Christian Chávez Garza; Рејноса, 7. август 1983) је мексички певач и глумац, најпознатији по теленовелама Бунтовници (Rebelde) и Луде године. 
Успех теленовеле Бунтовници довео је до оснивања групе РБД која је стекла велику популарност широм Латинско Америке. 
По речима чланова групе РБД, Кристијан је био најомиљенији међу њима и најшаљивији. Познат је и по честим променама боје косе. 
Марта 2007. појавиле су се фотографије са венчања Чавеза и његовог менаџера Б. Џ. Мерфија које је обављено 2005. у Канади. Поводом овог догађаја издао је саопштење да није откривао детаље о свом хомосексуалном браку из приватних и професионалних разлога.. 

## Филмографија

### Теленовеле:
| Година:      | Српски назив: | Оригинални назив: | Улога:                |
| ------------ | ------------- | ----------------- | --------------------- |
| 2004 — 2006. | Бунтовници    |                   | Ђовани Мендез Лопез   |
| 2002 — 2003. | Луде године   |                   | Фернандо Лусена Ферчо |

### ТВ серије:
| Година: | Српски назив: | Оригинални назив: | Улога: |
| ------- | ------------- | ----------------- | ------ |
| 2007.   | /             |                   | Крис   |

## Дискографија

### Студијски албуми:
| Година: | Назив: |
| ------- | ------ |
| 2011.   |        |
| 2010.   |        |

### Синглови:
| Година: | Назив:         |
| ------- | -------------- |
| 2011.   |Libertad (дует са Анаи) |
| 2010.   |                |
| 2010.   |                |